# Науменко Галина Олексіївна
Нау́менко Гали́на Олексі́ївна (12.03.1931 — 17.12.2018) — протоколіст, багатолітній практик з великим досвідом роботи у сфері дипломатичного протоколу. Експерт з етикету, дипломат, мистецтвознавець.

## Життєпис
Випускниця факультету міжнародних відносин КДУ, Галина Науменко за розподілом потрапила в міністерство закордонних справ СРСР в службу Протоколу. Була знайома з М. Хрущовим, та одна з небагатьох жінок колишнього СРСР, які могли зайти до кабінету Л. Брежнєва, її поважав К. Аденауер, Жискар Д'Естен, Гельмут Коль, вона по справжньому дружила з Індірою Ганді та працювала з В. Щербицьким.
Впродовж 35 років служба державного протоколу в Україні асоціювалася саме з її іменем. Вона особисто знайома з королями та королевами, президентами та прем'єр-міністрами різних країн.
У 1986 року була першим секретарем Міністерства закордонних справ УРСР.